# Wendlandia luzoniensis
Wendlandia luzoniensis är en måreväxtart som beskrevs av Dc.. Wendlandia luzoniensis ingår i släktet Wendlandia och familjen måreväxter.

## Underarter
Arten delas in i följande underarter:
- W. l. luzoniensis
- W. l. williamsii